# Superalgebra di Lie
In matematica e in fisica teorica una superalgebra di Lie è una generalizzazione delle algebre di Lie con l'aggiunta di una struttura di algebra {\displaystyle \mathbb {Z} _{2}}-graduata. Le superalgebre di Lie sono importanti in fisica teorica, dove vengono utilizzate per descrivere la formulazione matematica della supersimmetria. Nella maggior parte di queste teorie, gli elementi di grado pari della superalgebra corrispondono ai bosoni e gli elementi di grado dispari ai fermioni (ma questo non è sempre vero, ad esempio, nella supersimmetria di BRST è il contrario).

## Definizione formale
Formalmente una superalgebra di Lie è un'algebra {\displaystyle \mathbb {Z} _{2}}-graduata non associativa, o superalgebra, su un anello commutativo (tipicamente {\displaystyle \mathbb {R} } o {\displaystyle \mathbb {C} }), il cui prodotto {\displaystyle [\cdot ,\cdot ],} chiamato superparentesi di Lie o supercommutatore, soddisfa alle seguenti due condizioni (analoghe ai soliti assiomi dell'algebra di Lie, con gradazione):
- Super anti-simmetria:

{\displaystyle [x,y]=-(-1)^{|x||y|}[y,x].}
- Super identità di Jacobi:

{\displaystyle (-1)^{|z||x|}[x,[y,z]]+(-1)^{|x||y|}[y,[z,x]]+(-1)^{|y||z|}[z,[x,y]]=0,}
dove {\displaystyle x,} {\displaystyle y} e {\displaystyle z} sono {\displaystyle \mathbb {Z} _{2}}-graduate e {\displaystyle |x|} denota il grado di {\displaystyle x} (che può essere 0 oppure 1). La gradazione {\displaystyle |x|} vale 0 per gli operatori bosonici chiamati anche elementi pari, e 1 per gli operatori fermionici chiamati anche elementi dispari.
Il grado di {\displaystyle [x,y]} è la somma dei gradi di {\displaystyle x} e {\displaystyle y} modulo 2.
Si aggiungono a volte gli assiomi:
- {\displaystyle [x,x]=0} per {\displaystyle |x|=0} (se il numero 2 è invertibile, questa proprietà segue automaticamente);
- {\displaystyle [[x,x],x]=0} per {\displaystyle |x|=1}  (se il numero 3 è invertibile, questa proprietà segue automaticamente).